# 阿什瓦尼拉罗
阿什瓦尼拉罗，是匈牙利杰尔-莫雄-肖普朗州所辖的一个村。总面积39.16平方公里，总人口1914，人口密度48.9人/平方公里（2011年1月1日）。